# Південний Інкай
Південний Інкай – гірничодобувне підприємство на півдні Казахстану, яке здійснює видобуток урану. 
Унікальне родовище Інкай розділене не кілька ділянок, при цьому ділянка №4 дісталась спільному підприємству «Бетпак Дала», засновниками якого з частками у 70% та 30% виступили UrAsia Energy та казахський державний концерн «Казатомпром». В 2007 UrAsia Energy придбала канадська Uranium One, яка наразі належить російському «Росатому». Крім того, в якийсь момент «Бетпак Дала» було реорганізоване у Південний гірничо-хімічний комбінат. 
Видобуток на належному «Бетпак Дала» руднику Південний Інкай почався в 2007 році. В 2009-му тут отримали 830 тон урану, а вже у 2010-му досягнули показника у 1700 тон, що майже відповідало проектному рівню у 2000 тон на рік. В 2016-му видобуток склав 2056 тон.
Уран видобувають методом підземного вилуговування, при цьому станом на 2010 рік було споруджено біля 1000 нагнітальних та видобувних свердловин і протягом року планувалось довести їх кількість до 1500. 
Товарний десорбат проходить переробку у закис-окис урану прямо на руднику Південний Інкай. Тут же переробляють хімічний концентрат природного урану («жовтий кек») з рудника Акдала, який належить тому ж підприємству.
Станом на кінець 2021 року ресурси блоку №4 оцінювались у 75 тисяч тон урану, а видобуток планувалось вести до 2057 року.